# Back for Good (Album)
Back for Good, Titelergänzung The 7th Album, ist ein 1998 bei BMG erschienenes Musikalbum der Gruppe Modern Talking. Mit über 1,25 Millionen Exemplaren gehört das Album zu den meistverkauften Musikalben in Deutschland.

## Entstehung und Veröffentlichung
Back for Good war das erste Album von Modern Talking seit In the Garden of Venus (1987) und markierte das Comeback von Dieter Bohlen und Thomas Anders als Gruppe. Am 16. März 1998 wurde mit You’re My Heart, You’re My Soul ’98 die erste Single des Albums vorausgekoppelt. Modern Talking holte sich für die offizielle Videofassung des Titels die Unterstützung des Rappers Eric Singleton. You’re My Heart, You’re My Soul ’98 wurde bereits in der ersten Woche nach Erscheinen 100.000 Mal verkauft, erreichte Platz 2 der deutschen Single-Charts und wurde mit einer Platin-Platte ausgezeichnet.
Kurz vor Veröffentlichung von Back for Good war Modern Talking am 28. März 1998 Gast bei Wetten, dass..?, wo sie ihren ersten gemeinsamen Auftritt seit ihrem Comeback absolvierten. Am Vortag war das Album der Presse vorgestellt worden. Back for Good erschien am 30. März 1998; zu dem Zeitpunkt lagen über 200.000 Alben-Vorbestellungen vor.
Das Album enthält überwiegend Remixe von Hits des Duos, so waren elf Lieder des Albums Neuversionen bereits veröffentlichter Lieder. Dieter Bohlen sagte dazu, dass der „Modern-Talking-Sound jetzt weiterentwickelt“ worden sei. Die vier neuen Titel des Albums waren I Will Follow You, Don’t Play With My Heart, Anything is Possible und We Take The Chance. Alle Titel wurden von Dieter Bohlen getextet und komponiert. Der Tages-Anzeiger und die Oberösterreichischen Nachrichten merkten an, dass We Take the Chance Ähnlichkeiten mit dem Lied The Final Countdown habe.
Die Fotos des Albums schuf Manfred Esser. Die Covergestaltung mit Dieter Bohlen und Thomas Anders jeweils konträr in Schwarz und Weiß stammt von Ronald Reinsberg.
Ab 7. Mai 1998 ging Modern Talking drei Monate lang auf Album-Tour.

## Titelliste
1. You’re My Heart, You’re My Soul (New Version) – 3:47
2. Brother Louie (New Version) – 3:36
3. I Will Follow You (New Hit ’98) – 3:56
4. Cheri Cheri Lady (New Version) – 3:00
5. You Can Win If You Want (New Version) – 3:25
6. Don’t Play With My Heart (New Hit ’98) – 3:23
7. Atlantis Is Calling (New Version) – 3:20
8. Geronimo’s Cadillac (New Version) – 3:02
9. Give Me Peace On Earth (New Version) – 4:08
10. We Take the Chance (New Hit ’98) – 3:59
11. Jet Airliner (New Version) – 3:51
12. Lady Lai (New Version) – 4:56
13. Anything Is Possible (New Hit ’98) – 3:36
14. In 100 Years (New Version) – 3:53
15. Angie’s Heart (New Version) – 3:28
16. You’re My Heart, You’re My Soul (Modern Talking Mix ’98) – 3:17
17. You Can Win If You Want (Original No. 1 Mix ’84) – 3:40
18. No. 1 Hit Medley – 7:03

Bei Titel 16 handelt es sich um die Rap-Version des Titels, welche mit Eric Singleton aufgenommen wurde. Auf manchen Ausgaben wurde er durch den Original No. 1 Mix ´84 ersetzt. Angie´s Heart wurde auf manchen Ausgaben durch die Rap-Version von Brother Louie ersetzt.
Die Bezeichnung Original No. 1 Mix ´84 ist falsch, denn beide Titel sind in diesen Versionen nicht als Single veröffentlicht worden. Bei You can win if you want handelt es sich eigentlich um die Version, die auf dem Album The 1st Album veröffentlicht wurde. Bei You´re my Heart, You´re my Soul handelt es sich um einen zuvor nicht bekannten Mix.

## Rezeption

### Kritiken
Back for Good erreichte in 40 Ländern die Spitzenposition der Charts, darunter in Schweden, Norwegen und Finnland.
Der Tagesanzeiger konstatierte, dass auf dem Album „elf altbekannte Lieder sind, die technisch leicht überholt wurden“, was erstaune, da Bohlen in einem Interview von einer „Weiterentwicklung des Modern-Talking-Sounds“ gesprochen habe. Die Neue Zürcher Zeitung titelte zum neuen Album „magere Rückkehr“, so habe die Gruppe „neben zeitgemässen Remixes ihrer Hits und Originalversionen nur vier neue Songs placiert.“ Der Tagesspiegel schrieb, dass Modern Talking „ihren im gnadenlosen Marschrhythmus tackernden Discosound [behutsam] an die Drum&Bass-Gegenwart angekoppelt [hat]. Der alte Synthie-Pathos der bombastischen Halleffekte und majestätisch wabernden Keyboardteppiche ist raus, dafür ist der Beat jetzt härter geworden.“ Die Remixe seien „volldigitaler Softtechnoschlager. Und der glattgeschmirgelte Falsettgesang von Anders klingt nun tiefer als ehedem.“
Teilweise wurde das Comeback der Gruppe und das neue Album spöttisch bis beißend-ironisch bewertet, so bezeichnete die Rhein-Zeitung es als „Härtetest für die Ohrmuscheln“. Mit dem Comeback Modern Talkings habe „das Revival-Fieber der neunziger Jahre einen zweifelhaften Höhepunkt erreicht“, befand die Sonntagszeitung. „Bohlen, der als Komponist die Plastiklieder, bei denen Synthesizer die erste Geige spielen, zu verantworten hat, kleidete seine alten Ohrwürmer in kaum anders geschneiderte neue Tonkleider aus der Maschine. Und Anders trägt zwar jetzt die Haare anders, aber stimmlich ist der Höhensonnenkönig immer noch in Eunuchenhöhe zu Hause“, fassten die Oberösterreichischen Nachrichten zusammen. Die Nürnberger Nachrichten schrieben ähnlich: „‚Your’re my Heart, your’re my Soul‘, ‚You can win if you want‘, ‚Cheri, Cheri Lady‘ oder ‚Brother Louie‘ – das Grauen hat viele Namen und spricht eine universelle Sprache. Angeblich wurde sogar alles neu abgemischt, um das Recycling perfekt zu machen. Aktuelle Songs sind Mangelware. Wenn vorhanden, klingen sie auch nicht anders.“

### Preise
Für Back for Good gewann Modern Talking 1999 einen Echo in der Kategorie „Gruppe des Jahres national“.

## Kommerzieller Erfolg

### Chartplatzierungen
Back for Good erreichte sofort Platz 1 der deutschen Album-Charts; nach einer Woche waren 500.000 Einheiten des Albums verkauft worden, nach drei Wochen war die Millionenmarke überschritten.
| ChartsChartplatzierungen | Höchstplatzierung | Wochen |
| ------------------------ | ----------------- | ------ |
| Deutschland (GfK)        | 1 (53 Wo.)        | 53     |
| Österreich (Ö3)          | 1 (25 Wo.)        | 25     |
| Schweiz (IFPI)           | 1 (32 Wo.)        | 32     |

| ChartsJahrescharts (1998) | Platzierung |
| ------------------------- | ----------- |
| Deutschland (GfK)         | 3           |
| Österreich (Ö3)           | 5           |
| Schweiz (IFPI)            | 10          |

### Auszeichnungen für Musikverkäufe
Back for Good erhielt zahlreiche Gold- und Platin-Platten, so wurde das Album in Deutschland mit Fünffach-Gold ausgezeichnet und erhielt Doppel-Platin in Schweden und der Schweiz. Platinstatus erreichte die Platte unter anderem in Frankreich, Finnland und Spanien.
| Land/Region          | Auszeichnungen für Musikverkäufe (Land/Region, Auszeichnung, Verkäufe) | Verkäufe    |
| -------------------- | ---------------------------------------------------------------------- | ----------- |
| Belgien (BRMA)       | Platin                                                                 | (50.000)    |
| Deutschland (BVMI)   | 5× Gold                                                                | (1.250.000) |
| Europa (IFPI)        | 3× Platin                                                              | 3.000.000   |
| Finnland (IFPI)      | Platin                                                                 | (74.348)    |
| Frankreich (SNEP)    | Platin                                                                 | (300.000)   |
| Lettland (LaMPA)     | Platin                                                                 | (8.000)     |
| Niederlande (NVPI)   | Gold                                                                   | (50.000)    |
| Schweden (IFPI)      | 2× Platin                                                              | (160.000)   |
| Schweiz (IFPI)       | 2× Platin                                                              | (100.000)   |
| Spanien (Promusicae) | Platin                                                                 | (100.000)   |
| Insgesamt            | 2× Gold · 14× Platin ·                                                 | 3.000.000   |